# Reichsarboretum
Das Reichsarboretum war ein Arboretumsprojekt in der Zeit des Nationalsozialismus in Frankfurt am Main.

## Geschichte

### Vorgeschichte
Die Idee zu einem Reichsarboretum stammte aus einem im Oktober 1936 veröffentlichten Aufsatz des Präsidenten der Deutschen Dendrologischen Gesellschaft, Curt von Friedrich-Schroeter (1886–1946). Die Idee wurde von der Deutschen Gesellschaft für Gartenkultur und der Deutschen Dendrologischen Gesellschaft aufgegriffen. Am 12. März 1937 kam es zu einem ersten Sondierungsgespräch zwischen Reichsforstamt, Reichswissenschaftsministerium, der Deutschen Forschungsgemeinschaft, der Deutschen Gesellschaft für Gartenkultur (nun umbenannt in Deutsche Gartengesellschaft), der Deutschen Dendrologischen Gesellschaft, dem deutschen Gemeindetag und Sachverständigen. Am 25. Februar 1938 wurde auf einer Folgesitzung die Bildung eines Reichsarboretums beschlossen. Dieses sollte keine eigene Forschung betreiben, sondern einschlägigen Forschungsinstituten Flächen zur Verfügung stellen. Aufgrund seiner zentralen Lage und seines günstigen Klimas wurde Frankfurt zum Sitz bestimmt. Insgesamt waren aber drei Standorte vorgesehen; u. a. in Köln.

### Gründung und Vorstandsmitglieder
Am 25. August 1938 fand im Frankfurter Römer die Gründungsversammlung der Gesellschaft Reichsarboretum e. V. statt. Reichsforstmeister Hermann Göring bestimmte Heinrich Eberts zum Vorsitzenden. Friedrich-Schroeter wurde sein Stellvertreter. Zum Vorstand gehörten außerdem:
- Landesforstmeister Karl Orth
- Friedrich Laibach (1885–1967), Universität Frankfurt
- Robert Brandes (1899–1987), Oberbürgermeister der Stadt Köln
- Wilhelm Ebert für den Reichsnährstand
- Ernst Münch (1876–1946), Universität München
- Hermann Sierp, Universität Köln
- Reinhold Tüxen, Universität Hannover

Für das Reichswissenschaftsministerium war Heinrich Wiepking-Jürgensmann Vorstandsmitglied. Der Freiburger Hochschullehrer Eduard Zentgraf war Vorsitzender des wissenschaftlichen Beirates, der Frankfurter Oberbürgermeister Friedrich Krebs Vorsitzender des Verwaltungsbeirates.

### Geschichte
Die Bedeutung des Projektes Reichsarboretum ergab sich auch aus der Autarkiepolitik der Nationalsozialisten. Als Nebenprodukte der zu erforschenden und zu züchtenden Pflanzen sollten Harze, Lacke, Öle, Gerbstoffe, Fasern, Gummi und Medikamente gewonnen werden und das Reich diesbezüglich von Einfuhren unabhängig machen.
Die Stadt stellte dem Verein die Villa Bockenheimer Landstraße 102  mietfrei zur Verfügung. Die Villa war im Jahr 1937 von der jüdischen Familie Sondheimer in das Eigentum der Stadt übergegangen. Nachdem die Familie bereits 1932 Deutschland in Richtung Niederlande verlassen hatte, wanderte sie in der Folge im Jahr 1939 nach Amerika aus, um der Verfolgung durch die Nationalsozialisten zu entgehen.
Vor allem aber stellte die Stadt Frankfurt 350 Hektar Fläche als Hauptanlage zur Verfügung. Das Gebiet umfasste den heutigen Niddapark  sowie angrenzende Gebiete, die heute mit der A 66, der Rosa-Luxemburg-Straße, dem St.-Markus-Krankenhaus und Teilen der Willi-Brundert-Siedlung bebaut sind. Diese Gebiete grenzten im Osten an den bestehenden Grüneburgpark, den Palmengarten und das botanische Institut der Universität an. Daneben sollten Teilanlagen in Freiburg im Breisgau, Graz und Karlsruhe Teil des Reichsarboretums werden.
Der Aufbau des Reichsarboretums fiel in die Zeit des Zweiten Weltkriegs. Die Gesellschaft, die im Herbst 1941 insgesamt 215 Einzelmitglieder und 42 Körperschaften zählte, begann mit Vorarbeiten für die Hauptanlage, legte einen Anzuchtgarten in der Ginnheimer Landstraße 56–60 an, begann mit der Pflanzenbeschaffung und dem Aufbau einer Bibliothek. Kriegsbedingt standen jedoch nur wenige Kräfte und Haushaltsmittel zur Verfügung, so dass diese Vorarbeiten begrenzt blieben.
Ein Luftangriff am 12. September 1944 beschädigte die Geschäftsstelle der Gesellschaft schwer. Insbesondere wurde die Zapfen-, Samen- und Holzsammlung, das Gehölzherbar und die Einrichtung des Fotolabors Opfer der Flammen.

### Entwicklung nach dem Zweiten Weltkrieg
Nach Kriegsende beschlagnahmten die Amerikanischen Besatzungsbehörden die Villa. Die Gesellschaft Reichsarboretum bezog Räume in der Bockenheimer Landstraße 97. Der Verein blieb bestehen, anstelle von Friedrich-Schroeter wurde der Dendrologe Franz Boerner stellvertretender Vorsitzender.
Am 8. Februar 1947 fand die erste Nachkriegsmitgliederversammlung statt. Der Verein war jedoch durch Unerreichbarkeit, Tod oder politische Belastung vieler Vorstandsmitglieder faktisch nicht arbeitsfähig. Die Bibliothek des Vereins war bereits 1946 von der Stadt- und Universitätsbibliothek übernommen worden.
Dennoch beschlossen die Frankfurter Stadtverordneten am 11. März 1948, weiter an dem Projekt interessiert zu sein. Das Angebot, die Geschäftsstelle an der Oberschweinstiege im Frankfurter Stadtwald einzurichten, wurde 1952 von dem am 7. August 1950 in Kiel neu gegründeten Verein Deutsches Arboretum e. V. abgelehnt.
Ein kleiner Rest des Reichsarboretums mit einer Gruppe von Einzelbäumen verschiedener Arten ist bis in die Gegenwart am rechten Ufer der Nidda am südlichen Rand der Siedlung Römerstadt in Frankfurt-Heddernheim erhalten geblieben. Diese Relikte gehören heute ebenso wie der größte Teil des links der Nidda gelegenen ehemaligen Geländes des Reichsarboretums (Niddapark) zum Frankfurter Grüngürtel.
Bis in die 1980er-Jahre gab es weiterhin Bemühungen, ein – dann Bundesarboretum genanntes – Arboretum in Deutschland einzurichten. Der zuständige Ausschuss im Rat der Stadt Köln verzichtet 1987 „auf die Anlage einer für die Bundesrepublik modellhaften Sammlung von Bäumen und Sträuchern in parkartiger Anordnung für botanisch/wissenschaftliche, gartenbauliche, forstwirtschaftliche und ästhetische Zwecke (Bundesarboretum)“.